# イケてる福井
『イケてる福井』（イケてるふくい）は、福井放送が毎週土曜日 16:30 - 17:15 (JST) に放送していた生放送の情報番組。ただし、編成上の都合で17:00までの放送になることもあった。

## 概要
2006年5月6日に放送開始。地上デジタル放送に合わせて番組を開始したためので、当初からハイビジョン制作だった。福井の産業・経済・生活などにスポットを当て、毎週ひとつのテーマで放送していた。オープニングでは、足羽山の情報カメラまたは嶺南にある情報カメラの様子を伝えてから番組本編に入ることが多かった。番組の終わりには天気予報が放送されていた。
2007年3月31日からは、ハイビジョン工事が完了した1スタ（L1スタジオ）からの放送になった。
過去には月曜日の深夜に再放送が行われていたが、途中から行われていなかった。
2010年4月、『イケてる福井 ワイド&ニュース』と題して金曜日へ移動した。

## 出演者
| 期間     | 期間   | MC       | MC         |
| 期間     | 期間   | メイン   | サブ       |
| -------- | ------ | -------- | ---------- |
| 2006.5.6 | 2007.9 | 伊藤裕樹 | 野田美佳子 |
| 2007.10  | 2008.3 | 森本茂樹 | 野田美佳子 |
| 2008.4   | 2010.3 | 森本茂樹 | 中嶋智子   |